# Burg Gräveneck
Die Burg Gräveneck ist der Rest einer mittelalterlichen Burg am Westrand des Ortsteils Gräveneck der Gemeinde Weinbach im Landkreis Limburg-Weilburg in Hessen.
Die Burg wurde im Jahr 1395 als Belagerungsburg von einem Ritterbund unter der Führung des Grafen Philipp von Nassau-Saarbrücken gegen die Ritter von Elkerhausen erbaut. 1396 eroberte er mit seinem Verbündeten Graf Dieter von Katzenellenbogen die Burg Neu-Elkerhausen und ließ sie schleifen.
Von der Burg Gräveneck sind nur noch geringe Reste erhalten, einige Mauerzüge, ein Gewölbekeller sowie ein verfüllter Halsgraben. Im 18. Jahrhundert wurde zum Bau einen Hofhauses für das Gut der Brendel von Homburg die restliche Bausubstanz verwendet.